# Czudec
Czudec est une localité polonaise, siège de la gmina de Czudec, située dans le powiat de Strzyżów en voïvodie des Basses-Carpates.